# Symbittacus scitulus
Symbittacus scitulus is een schorpioenvliegachtige uit de familie van de hangvliegen (Bittacidae). De wetenschappelijke naam van de soort is voor het eerst geldig gepubliceerd door Byers in 1986.
De soort komt voor in Australië.